# Joseph Krings
Joseph B. „Joe“ Krings (* 29. August 1976 in Albion, Nebraska) ist ein US-amerikanischer Filmeditor.

## Leben
Joseph Krings wurde 1976 in Albion, Nebraska geboren. Er besuchte von 1991 bis 1994 die Albion High School. Krings, der sich in seiner Jugend nicht mit Filmkunst beschäftigt hatte, sah kurz vor dem Abschluss der Schule das Drama Ehemänner von John Cassavetes und die Komödie Johnny Suede von Tom DiCillo, was sein Interesse am Filmemachen weckte. Er studierte von 1994 bis 1998 Journalistik und im Nebenfach Filmwissenschaften an der University of Nebraska-Lincoln. Während seines Studiums entschied sich Krings, eine Karriere in der Filmbranche zu verfolgen.
Nach seinem Studium arbeitete er zunächst als Autor und Produzent beim Fernsehsender KOLN-TV in Lincoln. Dort sammelte er erste Erfahrungen mit der Regie und dem Schnitt kurzer Fernseh-Promospots und von Werbespots. Nach einem Umzug nach New York City arbeitete er in einem Filmproduktionsunternehmen hauptsächlich am Schnitt von Werbespots. Später übernahm er auch den Schnitt von Kurzfilmen und Musikvideos.
2012 gab ihm Regisseur Matt Ross die Möglichkeit, am Schnitt des Dramas 28 Hotel Rooms zu arbeiten. Vom Sundance Institute erhielt Krings 2013 die Sally Menke Memorial Editing Fellowship. Für Mike Myers schnitt Krings 2013 den Dokumentarfilm Supermensch – Wer ist Shep Gordon?. 2016 folgte eine weitere Zusammenarbeit mit Regisseur Matt Ross am Filmdrama Captain Fantastic – Einmal Wildnis und zurück. Mit Mike Myers arbeitete Krings 2022 erneut für die Netflix-Miniserie The Pentaverate zusammen.
Krings ist Mitglied der American Cinema Editors.
Er lebt in Brooklyn, New York City.

## Filmografie (Auswahl)
- 2009: Nothing Personal (Kurzfilm)
- 2012: 28 Hotel Rooms
- 2012: Bam150 (Dokumentarfilm)
- 2012: Agatha Gone (Kurzfilm)
- 2013: Towheads
- 2013: The Sleepy Man (Kurzfilm)
- 2013: Supermensch – Wer ist Shep Gordon? (Supermensch: The Legend of Shep Gordon; Dokumentarfilm)
- 2014: The Mend
- 2015: Drunk Stoned Brilliant Dead: The Story of the National Lampoon (Dokumentarfilm)
- 2016: Captain Fantastic – Einmal Wildnis und zurück (Captain Fantastic)
- 2016: Wolves
- 2017: Rebel in the Rye
- 2017: 30 for 30 (Dokumentarserie, 1 Episode)
- 2018: Galveston – Die Hölle ist ein Paradies (Galveston)
- 2019: After the Wedding
- 2019: The True Adventures of Wolfboy
- 2020: The Evening Hour
- 2020: Ad Sof HaOlam
- 2020: Ain’t No Mercy for Rabbits (Kurzfilm)
- 2022: The Pentaverate (Miniserie, 4 Episoden)
- 2024: Love Me
- 2024: Winner
- 2025: Rosemead